# برادران گلنروی (شماره ۲)
برادران گلنروی (شماره ۲) عنوان فیلمی است آمریکایی با ژانر صامت و کوتاه ساخت استودیوی توماس ادیسون. این فیلم محصول سال ۱۸۹۴ میلادی است و مدتش ۲۷ ثانیه است. این فیلم مشت‌زنی برادران گلنروی را نشان می‌دهد.